# Novo Sobradinho
Novo Sobradinho é um distrito do município brasileiro de Toledo, no estado do Paraná.